# The Merrymen
The Merrymen is een calypsoband uit Barbados. The Merrymen werden geformeerd in 1962 op Barbados en speelden vooreerst in scholen en in een eetgelegenheid in Saint Lawrence Gap, een voor zijn restaurants, bars en dansclubs bekende plaats aan de zuidkust van het eiland. Na successen met eigen geproduceerde platen op hun thuis- en andere Caribische eilanden, waaronder het traditionele Big Bamboo, dat in 1966 ook werd gepubliceerd door het Jamaicaanse label WIRL, gingen ze midden jaren 1960 naar het Verenigd Koninkrijk, waar ze in het zomerseizoen in het zeebad Blackpool als liveband optraden en een platencontract kregen bij EMI Music. In 1969 werd Big Bamboo in Nederland een zomerhit en bleef 19 weken in de hitlijst met een 2e plaats als hoogste klassering. De single Soul Calypso bereikte een jaar later ook de Nederlandse top 20. The Merrymen keerden uiteindelijk terug naar Barbados, waar ze zich in het bijzonder engageerden voor het toerisme, ook met hun muziek, speciaal de song Beautiful Barbados en het gelijknamige album uit 2004.

## Bezetting
Oprichters:
- Robin Hunte (gitaar, mandoline)
- Stephen Fields (gitaar, zang)
- Emile Straker (leadzang, gitaar, steelpan)

Verdere leden:
- Chris Gibbs (basgitaar)
- Robert Foster (conga, percussie)

## Geschiedenis
De carrière van de Merrymen beslaat vijf decennia, van het begin van de jaren 1960 tot de jaren 2000. The Merrymen treden nog steeds op vanaf 2011. Op hun hoogtepunt waren ze niet alleen populair in het Caribisch gebied, maar ze waren er ook in geslaagd om de nummer 1-plek in de hitlijsten van verschillende Europese landen te bereiken.
Hun kenmerkende geluid is een vrolijke vorm van calypso, die doet denken aan wat populair was in het Caribisch gebied aan het eind van de jaren 1960 en het begin van de jaren 1970, dat rijkelijk proeft van latin, funk, tuk en spouge-muziekstijlen. Het gefluit van leadzanger Emile Straker is een van de meest onderscheidende componenten van hun geluid en dient vaak als de primaire focus van de muzikale intermezzo's in hun liedjes. Ze hebben verschillende gedenkwaardige covers in deze stijl geproduceerd, waaronder versies van Island in the Sun (oorspronkelijk door Harry Belafonte), Jamaica Farewell, Hot Hot Hot, Mary's Boy Child en Big Bamboo.
Naast hun karakteristieke geluid staan ze ook bekend om de kenmerkende kostuums die ze dragen tijdens optredens en op hun album en promotiefoto's. De kostuums zijn geïnspireerd op troubadourkostuums uit de late middeleeuwen, een knipoog naar een van de inspiratiebronnen voor hun naam (die ook kan verwijzen naar 14e-eeuwse bandieten).
The Merrymen traden drie keer op voor de Britse royalty. Ook traden ze op voor Ronald Reagan en Nancy Reagan tijdens hun bezoek aan Barbados in 1982. De Merrymen werden opnieuw uitgenodigd door de president en de first lady in het Witte Huis. De band heeft het podium gedeeld met Rich Little, Tom Jones, Dusty Springfield en vele anderen. Ze waren het hoogtepunt op locaties als The O'Keefe Center, Skydome (Rogers Center), Hamilton Place, Royal Albert Hall, Royal Festival Hall, Massey Hall en vele anderen. Hun meest opvallende optredens waren op locaties zoals het Ontario Place Forum waar The Merrymen 20 jaar lang het bezoekersrecord braken en hun optreden in 1979 op de Super Bowl Half Time Show in Miami plus The Ed Sullivan Show.
Op 24 augustus 2015 overleed Robin Hunte, tenorgitarist van The Merrymen, aan kanker.

## Discografie
- Introducing the Merrymen
- Land of the Sea and Sun
- Fun in the Sun
- Just for You
- You Sweeten Me
- The Merrymen Go From Dusk 'til Dawn
- Sing and Swing With the Merrymen
- Merry Christmas
- Beautiful Barbados
- Colour It Calypso
- Caribbean Treasure Chest
- Standing Room Only
- The More the Merrier
- Sun Living
- Don't Stop the Carnival
- Caribeat
- Merry Moods
- Calypso and Island Songs
- Barbados Memories
- At the Caribbean Pepperpot
- Sugar-Jam
- Jolly Roger Jump-up
- Come to my Island
- No Big Thing
- The Best of the Merrymen
- Party Animal
- Sweet Fuh Days
- Greatest Hits Vol.1
- Islands
- Yellow Bird